# Фридрих Албрехт фон дер Шуленбург
Фридрих Албрехт фон дер Шуленбург (на немски: Friedrich Albrecht, Graf von der Schulenburg * 18 юни 1772, Дрезден; † 12 септември 1853, Клостерроде, днес част от Бланкенхайм) от род „фон дер Шуленбург“ е граф на Клостерроде. Той е дипломат и министър на Курфюрство Саксония и Кралство Саксония.

## Биография
Той е едиственият син на граф Албрехт Лудвиг (Алберт Лудовикус) фон дер Шуленбург (1741 – 1784), камера-съветник в Курфюрство Саксония, и съпругата му Авугуста Фридерика фон Щамер (1751 – 1809). Внук е на пруския генерал-лейтенант Адолф Фридрих фон дер Шуленбург (1685 – 1741).
След ранната смърт на баща му Фридрих Албрехт расте в Клостерроде. След следването му в Лайпциг и Витенберг той се занимава с дипломация и политика. От 1794 до 1798 г. е аташе в представителствата във Виена, Регенсбург и Ращат. През 1799 г. е пратеник в Копенхаген, от 1801 до 1804 г. в Санкт Петербург и от 1810 до 1830 г. във виенския двор, подписва мирни договори на Виенския конгрес.
През 1828 г. Фридрих Албрехт става конференц-министър и през октомври 1830 г., след революцията в Саксония, той напуска държавната си служба. Той живее най-вече във Виена и има голямо влияние в тамошните салони. През лятото живее в своето имение в Клостерроде. През 1815 г. имението му Клостерроде отива към Прусия.
Фридрих Албрехт фон дер Шуленбург умира бездетен на 12 септември 1853 г. в Клостерроде от сърдечен инфаркт и е погребан във фамилната гробница в „Св. Ламберти“ в Бланкенхайм.

## Фамилия
Фридрих Албрехт фон дер Шуленбург се жени за графиня Армгард фон дер Шуленбург (* 12 януари 1799; † 1883), дъщеря на граф Филип Ернст Александер фон дер Шуленбург-Емден (1762 – 1820) и Каролина Ернестина Фридерика фон Алвенслебен (1766 – 1856). Бракът е бездетен.

## Произведения
- Stammtafeln des Schulenburgischen Geschlechts. Wien 1821, 1823, 1824, 1825, 1826
- Lebensbeschreibung des venetianischen Feldmarschalls Matthias Johann Graf von der Schulenburg. 1841
- Neue Actenstücke über die Veranlassung des siebenjährigen Krieges. 1842
- Denkwürdigkeiten des russischen Ministers Freiherrn Achaz Ferdinand von der Asseburg.
- Personennachlass im Sächsischen Staatsarchiv
- Die Herzogin von Ahlden Stammmutter der königlichen Häuser Hannover und Preussen. 1852 (Digitalisat).